# A Modern Way of Living with the Truth
A Modern Way of Living with the Truth – czwarta studyjna płyta rockowego zespołu The Exies. Płyta została wydana w 2007 r., a muzyka na niej zawarta to rock alternatywny. Album ten nieco różni się od poprzednich dokonań zespołu (zrezygnowano z punkowo-grunge'owych elementów), utrzymany jest w klimacie nieco melancholijnym, a utwory są bardzo melodyjne. Singlem promującym album została piosenka Different Than You, do której został również nakręcony teledysk.

## Lista utworów
1. "Leaving Song" – 1:52
2. "Lay Your Money Down" – 3:24
3. "A Fear of Being Alone" – 3:57
4. "Different Than You" – 3:59
5. "This Is the Sound" – 4:03
6. "Stray" – 3:36
7. "Dose" – 3:47
8. "Better Now" – 3:51
9. "My Ordinary World" – 4:02
10. "These Are the Days" – 3:46
11. "A Modern Way..." – 3:40
12. "Once in a Lifetime" – 4:36
13. "Spectator at the Revolution" – 1:17